# Lophostethus negus
Lophostethus negus is een vlinder uit de familie van de pijlstaarten (Sphingidae). De wetenschappelijke naam van de soort werd in 1926 gepubliceerd door Heinrich Ernst Karl Jordan.